# Das blaue Licht

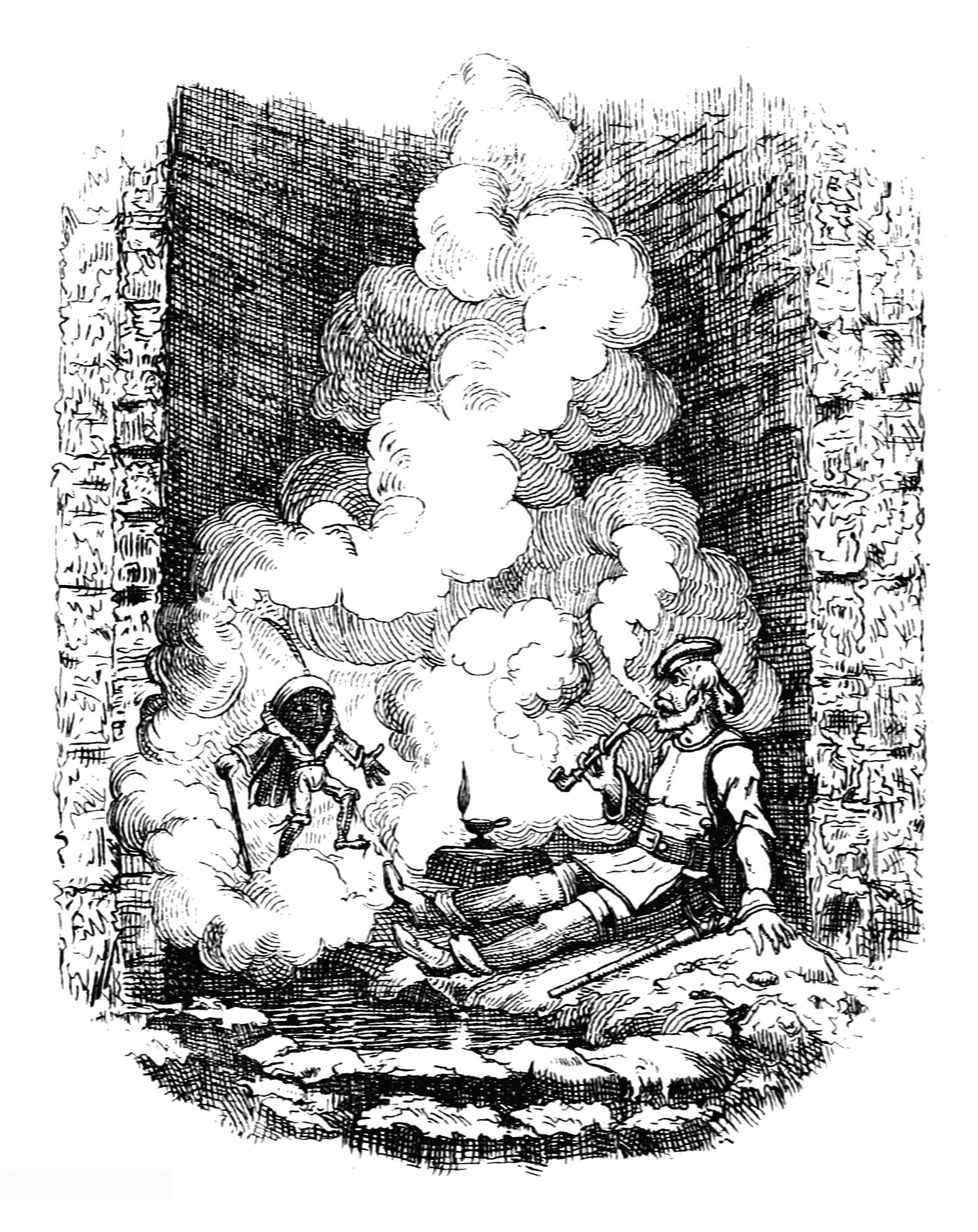
Illustration von George Cruikshank, 1876

Das blaue Licht ist ein Märchen (ATU 562). Es steht in den Kinder- und Hausmärchen der Brüder Grimm an Stelle 116 (KHM 116). Ein tapferer Soldat ist die Hauptfigur dieses Märchens.
Hans Christian Andersen hat eine andere Variante der Geschichte in Das Feuerzeug erzählt. Unter anderem sind Soldat, Hexe und die zu niederen Diensten gezwungene Prinzessin dieselben Figuren. Bei Grimm erfüllt ein Männlein die Wünsche, bei Andersen sind es drei groteske Hunde.

## Inhalt

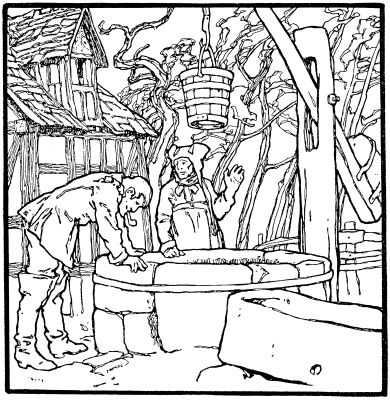
Illustration von Otto Ubbelohde, 1909

Ein Soldat wird invalid und wird von seinem König schnöde abgedankt. Er zieht davon und kommt im Wald zu einem Hexenhaus. Die Hexe stellt ihm drei Aufgaben, an zweien scheitert er, die dritte ist, ihr ein blaues Licht aus einem trockenen Brunnen heraufzubringen. Er wird herabgelassen, findet das Lämpchen, wird aber argwöhnisch und will es erst aushändigen, wenn er auf festem Boden stehe. Die erboste Hexe lässt ihn daraufhin mit dem Licht abstürzen. Als er sich verzweifelt seine Tabakpfeife am blauen Licht ansteckt, erscheint ein kleines, schwarzes Männchen und fragt: „Herr, was befiehlst Du?“ Der Soldat lässt sich befreien, Gold verschaffen und die Hexe am Galgen hinrichten, zieht dann in die Königsstadt und lässt sich dreimal nachts die Königstochter aufs Zimmer bringen, damit sie ihm Mägdedienste verrichte. Vor dem Morgengrauen bringt das Männlein sie jedes Mal zurück. Beim dritten Mal lenkt sie den König auf die Spur, der Soldat wird gefasst und zum Galgen geführt. Seine letzte Bitte (er darf nicht um sein Leben bitten) ist dort, sich eine Pfeife anzünden zu dürfen. Das Männchen erscheint abermals, alles geht gut aus, und er erhält die Prinzessin und das Königreich.

## Herkunft und Vergleiche
Grimms Anmerkung notiert „Aus dem Mecklenburgischen“. Sie vermuten die Wurzel des Pfeifenmotivs in der Flöte, wie in KHM 91 Dat Erdmänneken, das blaue Licht ist ein Irrlicht, was mit Geistern und Zwergen zu tun hat. Albertus Magnus in Görres Meisterliedern holt sich die französische Prinzessin und entkommt durch ein magisches Garnknäuel, als der König Paris weiß streichen und seine Tochter die Hände in rote Farbe tauchen lässt. Pröhle Nr. 11 und 67; Andersen Das Feuerzeug; Gaal Nr. 1.
Heinz Rölleke zufolge ist die Herkunft des Texts nicht zu ermitteln, vielleicht habe Hans Rudolf Schröter ihn aufgezeichnet. Eine handschriftliche Fassung von Ludowine von Haxthausen und eine weitere unbekannter Herkunft wurden nicht verwendet. August Franz von Haxthausen schrieb das Märchen offenbar demselben Soldaten zu, der auch Die Krähen erzählte.
Der Märchentyp nach Aarne-Thompson-Index (ATU 562) ist „Magische Gegenstände“.
Zum Flötenmotiv vgl. KHM 28, 91, 96, 126, 181, zum Kampf gegen Hexen und Könige KHM 54, 71, 134. Vgl. Aladin.
Ein ähnliches Märchen ist Kreuzbube Knud in Sandmännchens Reise durchs Märchenland.

## Interpretation

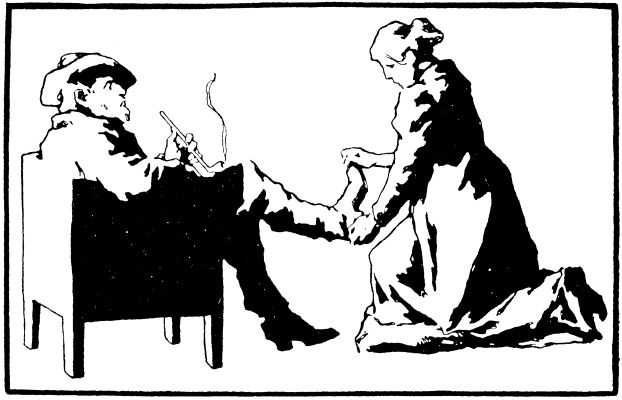
Illustration von Otto Ubbelohde, 1909

Wie Hans-Jörg Uther bemerkt, ist das von fern schimmernde Licht in Grimms Märchen oftmals Symbol für den Weg aus der Finsternis (KHM 163).
Das blaue Licht ist eines der 36 von 228 Märchen aus der Sammlung der Brüder Grimm, in denen die Todesstrafe verhängt wird. Auch Lutz Röhrich geht darauf ein. Die nächtlichen Besuche sehen wie ein Traummotiv aus.
Hedwig von Beit nennt das Märchen neben Afanassjews Geh hin – ich weiß nicht wohin – bring das – ich weiß nicht was und dem irischen Der Pfeifer und der Puka als Beispiel für die Doppelnatur der Großen Mutter.

## Hörgeschichten

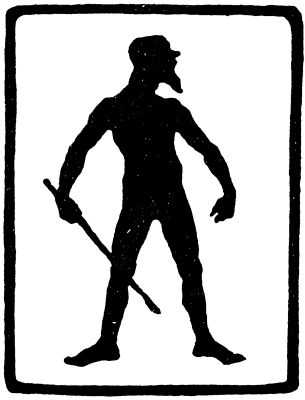
Illustration von Otto Ubbelohde, 1909

- 2007: Hörspiel zu Das Blaue Licht von Franz Fühmann (Regie) und Reiner Bredemeyer (Komposition).[8]

## Theater
- Das blaue Licht / Dienen, Märchendrama von Rebekka Kricheldorf, Uraufführung am 10. Februar 2017 im Staatstheater Kassel, Regie: Schirin Khodadadian.[9]

## Verfilmungen
- 1975: Das feuerrote Spielmobil, BR Deutschland, zweiteilige Verfilmung mit Frithjof Vierock in der Hauptrolle als Teil der BR-Kinderserie.
- 1976: Das blaue Licht (1976), DDR, DEFA-Märchenfilm, Regie: Iris Gusner
- 2000: SimsalaGrimm, deutsche Zeichentrickserie: 19. Folge: Das Blaue Licht
- 2010: Das blaue Licht, Deutschland, Märchenfilm der 3. Staffel aus der ARD-Reihe Sechs auf einen Streich mit Christoph Letkowski als Soldat und Veronica Ferres als Hexe.

Anmerkung:
Leni Riefenstahls Film Das blaue Licht basiert auf einer anderen Geschichte.